# Liste der Bodendenkmäler in Hohenthann
Auf dieser Seite sind die Bodendenkmäler in der niederbayerischen Gemeinde Hohenthann zusammengestellt. Diese Tabelle ist eine Teilliste der Liste der Bodendenkmäler in Bayern. Grundlage ist die Bayerische Denkmalliste, die auf Basis des Bayerischen Denkmalschutzgesetzes vom 1. Oktober 1973 erstmals erstellt wurde und seither durch das Bayerische Landesamt für Denkmalpflege geführt wird. Die folgenden Angaben ersetzen nicht die rechtsverbindliche Auskunft der Denkmalschutzbehörde.

## Bodendenkmäler in Hohenthann
| Lage                  | Objekt | Akten-Nr.     | Bild |
| --------------------- | --- | ------------- | ---- |
| (Standort)            | Grabhügel vorgeschichtlicher Zeitstellung. | D-2-7338-0035 |      |
| (Standort)            | Grabhügel vorgeschichtlicher Zeitstellung. | D-2-7338-0036 |      |
| (Standort)            | Untertägige mittelalterliche und frühneuzeitliche Befunde im Bereich des ehemaligen Turmhügels und des abgegangenen Schlosses von Andermannsdorf mit ehemaligen Nebengebäuden und Gartenanlagen.                                                                         | D-2-7338-0041 |      |
| (Standort)            | Grabhügel vorgeschichtlicher Zeitstellung. | D-2-7338-0042 |      |
| (Standort)            | Siedlung des Mittelneolithikums (Stichbandkeramik/Gruppe Oberlauterbach) und der Münchshöfener Gruppe. Bestattungsplatz der mittleren Bronzezeit. | D-2-7338-0043 |      |
| (Standort)            | Siedlung der Linearbandkeramik. | D-2-7338-0044 |      |
| (Standort)            | Verebnetes Grabenwerk vor- und frühgeschichtlicher Zeitstellung. | D-2-7338-0045 |      |
| (Standort)            | Verebnete Grabhügel vorgeschichtlicher Zeitstellung. | D-2-7338-0046 |      |
| (Standort)            | Verebnetes Grabenwerk vor- und frühgeschichtlicher Zeitstellung. | D-2-7338-0047 |      |
| (Standort)            | Verebneter Grabhügel vorgeschichtlicher Zeitstellung. | D-2-7338-0049 |      |
| (Standort)            | Siedlung allgemein neolithischer Zeitstellung, u. a. der Linearbandkeramik, des Mittelneolithikums (Stichbandkeramik/Gruppe Oberlauterbach), der Münchshöfener Gruppe und der Urnenfelderzeit.                                                                           | D-2-7338-0050 |      |
| (Standort)            | Brandgräberfeld vor- und frühgeschichtlicher Zeitstellung. | D-2-7338-0051 |      |
| (Standort)            | Siedlung vor- und frühgeschichtlicher Zeitstellung. | D-2-7338-0052 |      |
| (Standort)            | Siedlung vor- und frühgeschichtlicher Zeitstellung. | D-2-7338-0054 |      |
| (Standort)            | Siedlung und Körpergräber vor- und frühgeschichtlicher Zeitstellung. | D-2-7338-0055 |      |
| (Standort)            | Grabhügel vorgeschichtlicher Zeitstellung. | D-2-7338-0056 |      |
| (Standort)            | Untertägige mittelalterliche und frühneuzeitliche Befunde im Bereich des abgegangenen Edelsitzes/Burgstalls von Grafenhaun, darunter die Spuren von Vorgängerbauten bzw. älteren Bauphasen und abgegangenen Gebäudeteilen.                                               | D-2-7338-0057 |      |
| (Standort)            | Grabhügel vorgeschichtlicher Zeitstellung. | D-2-7338-0058 |      |
| (Standort)            | Grabhügel vorgeschichtlicher Zeitstellung. | D-2-7338-0059 |      |
| (Standort)            | Siedlung der Linear- und Stichbandkeramik/Gruppe Oberlauterbach und allgemein vor- und frühgeschichtlicher Zeitstellung. | D-2-7338-0061 |      |
| (Standort)            | Siedlung der Linearbandkeramik. | D-2-7338-0062 |      |
| (Standort)            | Siedlung vor- und frühgeschichtlicher Zeitstellung. | D-2-7338-0063 |      |
| (Standort)            | Siedlung vor- und frühgeschichtlicher Zeitstellung bzw. verebnete Grabhügel vorgeschichtlicher Zeitstellung. | D-2-7338-0065 |      |
| (Standort)            | Siedlung vor- und frühgeschichtlicher Zeitstellung. | D-2-7338-0067 |      |
| (Standort)            | Siedlung vor- und frühgeschichtlicher Zeitstellung. | D-2-7338-0068 |      |
| (Standort)            | Weitgehend verebnete Viereckschanze der späten Latènezeit. | D-2-7338-0069 |      |
| (Standort)            | Siedlung vor- und frühgeschichtlicher Zeitstellung. | D-2-7338-0070 |      |
| (Standort)            | Siedlung vor- und frühgeschichtlicher Zeitstellung. | D-2-7338-0071 |      |
| (Standort)            | Siedlung und verebnete Kreisgräben vor- und frühgeschichtlicher Zeitstellung. | D-2-7338-0073 |      |
| (Standort)            | Siedlung vor- und frühgeschichtlicher Zeitstellung. | D-2-7338-0074 |      |
| (Standort)            | Grabhügel vorgeschichtlicher Zeitstellung, u. a. der Hallstattzeit. | D-2-7338-0076 |      |
| (Standort)            | Untertägige mittelalterliche und frühneuzeitliche Befunde im Bereich des Burgstalls und abgegangenen Schlosses Türkenfeld mit ehemaligen Nebengebäuden und Gartenanlagen, darunter die Spuren von Vorgängerbauten bzw. älterer Bauphasen und abgebrochener Gebäudeteile. | D-2-7338-0077 |      |
| (Standort)            | Siedlung der Linearbandkeramik und der Münchshöfener Gruppe. | D-2-7338-0078 |      |
| (Standort)            | Siedlung vor- und frühgeschichtlicher Zeitstellung. | D-2-7338-0079 |      |
| (Standort)            | Verebnete Grabhügel vorgeschichtlicher Zeitstellung. | D-2-7338-0080 |      |
| (Standort)            | Siedlung vor- und frühgeschichtlicher Zeitstellung. | D-2-7338-0081 |      |
| (Standort)            | Siedlung vor- und frühgeschichtlicher Zeitstellung. | D-2-7338-0082 |      |
| (Standort)            | Siedlung vor- und frühgeschichtlicher Zeitstellung. | D-2-7338-0083 |      |
| (Standort)            | Siedlung vor- und frühgeschichtlicher Zeitstellung. | D-2-7338-0084 |      |
| (Standort)            | Siedlung vor- und frühgeschichtlicher Zeitstellung. | D-2-7338-0085 |      |
| (Standort)            | Grabhügel vorgeschichtlicher Zeitstellung. | D-2-7338-0086 |      |
| (Standort)            | Grabhügel vorgeschichtlicher Zeitstellung. | D-2-7338-0087 |      |
| (Standort)            | Siedlung vor- und frühgeschichtlicher Zeitstellung. | D-2-7338-0088 |      |
| (Standort)            | Siedlung vor- und frühgeschichtlicher Zeitstellung. | D-2-7338-0089 |      |
| (Standort)            | Siedlung vor- und frühgeschichtlicher Zeitstellung. | D-2-7338-0090 |      |
| (Standort)            | Siedlung vor- und frühgeschichtlicher Zeitstellung. | D-2-7338-0091 |      |
| (Standort)            | Siedlung vor- und frühgeschichtlicher Zeitstellung. | D-2-7338-0092 |      |
| (Standort)            | Siedlung vor- und frühgeschichtlicher Zeitstellung. | D-2-7338-0093 |      |
| (Standort)            | Siedlung vor- und frühgeschichtlicher Zeitstellung. | D-2-7338-0094 |      |
| (Standort)            | Siedlung vor- und frühgeschichtlicher Zeitstellung. | D-2-7338-0095 |      |
| (Standort)            | Verebnetes viereckiges Grabenwerk und Siedlung vor- und frühgeschichtlicher Zeitstellung, verebnete Grabhügel vorgeschichtlicher Zeitstellung. | D-2-7338-0096 |      |
| (Standort)            | Siedlung vor- und frühgeschichtlicher Zeitstellung. | D-2-7338-0097 |      |
| (Standort)            | Verebnete Grabhügel vorgeschichtlicher Zeitstellung bzw. Siedlung vor- und frühgeschichtlicher Zeitstellung. | D-2-7338-0099 |      |
| (Standort)            | Siedlung der Münchshöfener Gruppe, des Jungneolithikums und der Frühbronzezeit. | D-2-7338-0103 |      |
| (Standort)            | Verebnetes viereckiges Grabenwerk vor- und frühgeschichtlicher Zeitstellung. | D-2-7338-0134 |      |
| (Standort)            | Siedlung vorgeschichtlicher Zeitstellung, u. a. der späten Bronzezeit, sowie des frühen Mittelalters. | D-2-7338-0146 |      |
| (Standort)            | Untertägige mittelalterliche und frühneuzeitliche Befunde im Bereich der katholischen Filialkirche St. Nikolaus in Unkofen, darunter Spuren von Vorgängerbauten bzw. älteren Bauphasen.                                                                                  | D-2-7338-0161 |      |
| (Standort)            | Untertägige mittelalterliche und frühneuzeitliche Befunde im Bereich der katholischen Filialkirche St. Margaretha in Oberergoldsbach, darunter Spuren von Vorgängerbauten bzw. älteren Bauphasen.                                                                        | D-2-7338-0163 |      |
| (Standort)            | Untertägige frühneuzeitliche Befunde im Bereich der katholischen Wallfahrtskirche Mariä Heimsuchung Heiligenbrunn, darunter Spuren von Vorgängerbauten bzw. älteren Bauphasen.                                                                                           | D-2-7338-0167 |      |
| (Standort)            | Untertägige mittelalterliche und frühneuzeitliche Befunde im Bereich der katholischen Filialkirche St. Ägidius, ehem. Schlosskapelle, in Türkenfeld, darunter Spuren von Vorgängerbauten bzw. älteren Bauphasen.                                                         | D-2-7338-0168 |      |
| (Standort)            | Untertägige mittelalterliche und frühneuzeitliche Befunde im Bereich der katholischen Pfarrkirche St. Andreas in Andermannsdorf, darunter Spuren von Vorgängerbauten bzw. älteren Bauphasen.                                                                             | D-2-7338-0170 |      |
| (Standort)            | Untertägige mittelalterliche und frühneuzeitliche Befunde im Bereich der katholischen Filialkirche St. Martin in Gatzkofen, darunter Spuren von Vorgängerbauten bzw. älteren Bauphasen.                                                                                  | D-2-7338-0172 |      |
| (Standort)            | Untertägige mittelalterliche und frühneuzeitliche Befunde im Bereich der katholischen Filialkirche St. Katharina in Schmatzhausen, darunter Spuren von Vorgängerbauten bzw. älteren Bauphasen.                                                                           | D-2-7338-0174 |      |
| (Standort)            | Untertägige mittelalterliche und frühneuzeitliche Befunde im Bereich der katholischen Kirche St. Helena in Wachelkofen, darunter Spuren von Vorgängerbauten bzw. älteren Bauphasen.                                                                                      | D-2-7338-0178 |      |
| (Standort)            | Untertägige mittelalterliche und frühneuzeitliche Befunde im Bereich der katholischen Filialkirche St. Peter in Petersglaim, darunter Spuren von Vorgängerbauten bzw. älteren Bauphasen.                                                                                 | D-2-7338-0180 |      |
| (Standort)            | Untertägige mittelalterliche und frühneuzeitliche Befunde im Bereich der katholischen Filialkirche St. Stephan in Weihenstephan, darunter Spuren von Vorgängerbauten bzw. älteren Bauphasen.                                                                             | D-2-7338-0182 |      |
| (Standort)            | Untertägige mittelalterliche und frühneuzeitliche Befunde im Bereich der katholischen Filialkirche St. Georg, ehemals Schlosskapelle, in Altenburg, darunter Spuren von Vorgängerbauten bzw. älteren Bauphasen.                                                          | D-2-7338-0186 |      |
| (Standort)            | Burgstall des Mittelalters und untertägige mittelalterliche und frühneuzeitliche Befunde wohl der ehemaligen Vorburg im Bereich von Altenburg. | D-2-7338-0187 |      |
| (Standort)            | Untertägige mittelalterliche und frühneuzeitliche Befunde im Bereich des ehemaligen Schlosses von Eberstall mit ehemaligen Nebengebäuden und Gartenanlagen, darunter die Spuren von Vorgängerbauten bzw. älteren Bauphasen und abgegangenen Gebäudeteilen.               | D-2-7338-0188 |      |
| (Standort)            | Untertägige mittelalterliche und frühneuzeitliche Befunde im Bereich der katholischen Filialkirche St. Margaretha in Grafenhaun, darunter Spuren von Vorgängerbauten bzw. älteren Bauphasen.                                                                             | D-2-7338-0190 |      |
| (Standort)            | Untertägige mittelalterliche und frühneuzeitliche Befunde im Bereich des Schlosses und der teilweise abgegangenen Burganlage von Kirchberg mit Schlosskapelle, ehemaligen Nebengebäuden und Gartenanlagen.                                                               | D-2-7338-0193 |      |
| (Standort)            | Untertägige mittelalterliche und frühneuzeitliche Befunde im Bereich der abgebrochenen katholischen Pfarrkirche St. Laurentius in Hohenthann, darunter Spuren von Vorgängerbauten bzw. älteren Bauphasen.                                                                | D-2-7338-0194 |      |
| (Standort)            | Untertägige mittelalterliche und frühneuzeitliche Befunde im Bereich des Schlosses von Hohenthann mit ehemaligen Nebengebäuden und Gartenanlagen, darunter die Spuren von Vorgängerbauten bzw. älterer Bauphasen und abgebrochener Gebäudeteile.                         | D-2-7338-0195 |      |
| (Standort)            | Untertägige mittelalterliche und frühneuzeitliche Befunde im Bereich des Schlosses von Weihenstephan mit ehemaligen Nebengebäuden und Gartenanlagen, darunter die Spuren von Vorgängerbauten bzw. älterer Bauphasen und abgebrochener Gebäudeteile.                      | D-2-7338-0197 |      |
| (Standort)            | Siedlung der mittleren und späten Bronzezeit. | D-2-7338-0206 |      |
| (Standort)            | Siedlung der späten Bronzezeit. | D-2-7338-0207 |      |
| (Standort)            | Brandgräber der späten Bronzezeit, Siedlung des Früh- und Hochmittelalters sowie des Spätmittelalters und der frühen Neuzeit. | D-2-7338-0208 |      |
| (Standort)            | Grabhügel vorgeschichtlicher Zeitstellung. | D-2-7338-0215 |      |
| Türkenfeld (Standort) | Siedlung vorgeschichtlicher und neolithischer Zeitstellung, u. a. der Linearbandkeramik. | D-2-7338-0217 |      |